# مارکو ترانگلیتی
 مارکو ترانگلیتی (انگلیسی: Marco Trungelliti؛ زادهٔ ۳۱ ژانویهٔ ۱۹۹۰) یک تنیس‌باز اهل آرژانتین است.